# Maués (Amazonas)
Maués est une municipalité brésilienne de l'État d'Amazonas.
La forêt nationale d'Urupadi est proche de Maués.